# ألدو غيرا
ألدو غيرا (بالإيطالية: Aldo Ghira)‏ (4 أبريل 1920 – 13 يوليو 1991) هو سبّاح إيطالي راحل، مثّل بلاده في الألعاب الأولمبية الصيفية 1948.

## روابط خارجية
ألدو غيرا على موقع اللجنة الأولمبية الدولية (الإنجليزية)
- ألدو غيرا على موقع أوليمبيديا (الإنجليزية)
- ألدو غيرا على موقع اللجنة الأولمبية الإيطالية (الإيطالية)